# College Radio: Alternative Rock Songs
College Radio: Alternative Rock Songs is een verzamelalbum dat in 2003 is uitgegeven door het Nederlandse Nationaal Pop Instituut in het kader van het Unsigned project.

## Ontstaan
In 2003 besloot het Nationaal Pop Instituut dat het thema van het Unsigned project van dat jaar alternatieve rock zou worden. Hierop nam het instituut contact op met Excelsior Recordings en de twee besloten tot een samenwerking. Verder zou drukkerij KDG de productie van het album voor zijn rekening nemen en werd de distributie verzorgd door V2. Alle nummers werden opgenomen in Studio Sound Enterprise in Weesp en geproduceerd door Frans Hagenaars, huisproducer van Excelsior Recordings, in samenspraak met de bands zelf.

## Deelnemende bands
Voor het project werden een achttal bands geselecteerd.
- Voicst uit Amsterdam
- GEM uit Utrecht
- Chronicle Kings uit Den Haag
- Eleven uit Harderwijk
- Moss uit Amsterdam
- zZz uit Amsterdam
- Woost uit Tilburg
- Mullhouse uit Groningen

## Na het project
Drie bands die bij het project betrokken waren, GEM, Moss en zZz, kregen een platencontract aangeboden op Excelsior Recordings. Voicst besloot de productie van hun debuutplaat in eigen hand te houden en vertrok hiervoor in 2004 naar Amerika, de plaat zou uiteindelijk hun doorbraak betekenen. Woost bracht tot nu toe vier platen uit bij verschillende platenmaatschappijen.
Eleven won in 2003 de bandfinale van de Grote Prijs van Nederland, bracht in eigen beheer enkele singles uit en veranderde haar naam naar Little Things That Kill. Tot een echte doorbraak is het echter nooit gekomen.
Chronicle Kings toerde een jaar met mede-Hagenaars Golden Earring en ging hierna uit elkaar. Ook Mullhouse bestaat niet meer. De band bracht één single uit op Platex Records en ging hierna, in 2006, uit elkaar.

## Tracklist
1. Whatever you want from life van Voicst
2. This is your life van GEM
3. She took the best van Chronicle Kings
4. Aurora van Eleven
5. Now van Moss
6. Sweet sex van zZz
7. Disappear van Woost
8. Lullaby van Eleven
9. Swampsong van Mullhouse
10. Battery van Woost
11. Gone gone gone van Voicst
12. Tonight van GEM
13. I saw the money van Chronicle Kings
14. Easy van zZz
15. Billytommy and his blue fix van Mullhouse
16. Previously unreleased (waltz) van Moss